# Elecciones provinciales de Mendoza de 1948
Las elecciones generales de la provincia de Mendoza de 1948 tuvieron lugar el domingo 5 de diciembre del mencionado año, al mismo tiempo que una elección para una Convención Constituyente a nivel nacional. Fueron las décimas elecciones provinciales mendocinas desde la instauración del sufragio secreto en Argentina, y las últimas en las que solo votaron los hombres. Se debía elegir al Gobernador y Vicegobernador en fórmula única, así como renovar 12 de las 36 bancas de la Cámara de Diputados, y 6 de los 25 escaños del Senado Provincial, conformando los poderes ejecutivo y legislativo de la provincia para el período 1949-1952.
En consonancia con el rotundo triunfo del gobernante Partido Peronista (PP) a nivel nacional, el candidato peronista Blas Brisoli obtuvo una aplastante victoria en la contienda por la gobernación con un 67.51% de los votos válidos, contra el 17.54% de Leopoldo Suárez, candidato de la Unión Cívica Radical (UCR), y el 9.95% de Adolfo Vicchi, del Partido Demócrata (PD). En último lugar se ubicó el Partido Comunista (PCA), con el 5.00% restante. Con respecto al plano legislativo, el peronismo obtuvo 8 diputados y 4 senadores, seguido por la UCR con 3 diputados y 1 senador. El PD obtuvo el senador y el diputado restante.
Debido a la reforma constitucional argentina de 1949, el mandato de Brisoli, que debía durar tres años y finalizar el 12 de marzo de 1952, fue extendido al 4 de junio, para que la asunción del siguiente gobernador coincidiera con la del presidente de la Nación.

## Resultados

### Gobernador y vicegobernador
|  | 67,51 % |

|  | 17,54 % |

|  | 9,95 % |

|  | 5,00 % |

|  | 93,07 % |

|  | 2,96 % |

|  | 3,97 % |

|  | 100 % |